# Crazy Rhythms
Crazy Rhythms (рус. Сумасшедшие ритмы) —  дебютный студийный альбом американской группы the Feelies, вышедший в 1980 году. Альбом стал одним из первых в истории альтернативного рока и был внесён в список «100 лучших альбомов 1980-х» по версии журнала Rolling Stone, где занял 49 место.
Некоторые переиздания альбома на CD включают бонус-трек, кавер-версию песни The Rolling Stones «Paint It, Black», записанную в 1990 году.

## Список композиций
Авторы всех песен — Билл Мильон и Глен Мерсер, если не указано иное.
1. «The Boy with the Perpetual Nervousness» — 5:09
2. «Fa Cé-La» — 2:01
3. «Loveless Love» — 5:08
4. «Forces at Work» — 7:08
5. «Original Love» — 2:55
6. «Everybody's Got Something to Hide (Except Me and My Monkey)» (Леннон/Маккартни) — 4:09
7. «Moscow Nights» — 4:32
8. «Raised Eyebrows» — 3:00
9. «Crazy Rhythms» — 6:08